# 厄氏角魴鮄
厄氏角魴鮄，為輻鰭魚綱鮋形目牛尾魚亞目角魚科的其中一種，分布於中西太平洋的菲律賓海域，棲息深度可達119公尺，體長可達9.4公分，為底棲性魚類，屬肉食性。

## 擴展閱讀
維基物種上的相關：厄氏角魴鮄